# The Love Substitutes
The Love Substitutes is een Belgisch viertal dat bestaat uit Bert Lenaerts (basgitaar), Rudy Trouvé (gitaar en zang), Mauro Pawlowski (drums en zang) en de Schot Craig Ward (gitaar en zang). De drie laatstgenoemden spelen of speelden ooit bij het Antwerpse dEUS. De band werd opgericht in 2004 en heette aanvankelijk Radical Zero.
Improvisatie staat aan de basis van de muziek. Hun eerste album, Meet the Love Substitutes While the House is on Fire (2004) werd in amper anderhalve dag opgenomen en ontstond tijdens jamsessies in de studio. Zowel Pawlowski, Ward als Trouvé zingen op de plaat en wisselen meermaals van instrument. Pawlowski, een van de meest gelauwerde gitaristen in België, verkiest hier de drums boven zijn vertrouwde instrument.
Experiment, humor, chaos en rauwe rockmuziek zijn de sleutelwoorden.
In 2006 zag de The Velvet Sailor EP het licht. Kort daarop het tweede album More songs about hangovers and sailors.
Uit de groep ontstond tevens een spin-off die I-H8 Camera heet - een wisselend collectief met leden van The Love Substitutes, aangevuld met bevriende muzikanten uit de Antwerpse scène. Pure improvisatie is de enige constante in de live-performances.

## Discografie
- Meet the Love Substitutes while the house is on fire (februari 2004)
- The Velvet Sailor EP (12"-vinyl, december 2005)
- More songs about hangovers and sailors (mei 2006)